# Побеснели Макс 2: Друмски ратник
Побеснели Макс 2: Друмски ратник (енгл. Mad Max 2: The Road Warrior) аустралијски је филм из 1981. редитеља Џорџа Милера.
Филм је наставак филмског серијала о Максу Рокатанском, са Мелом Гибсоном у главној улози. Сниман је на локацији Брокен Хил у Аустралији, у пустињама Новог Јужног Велса.
Радња филма одвија се око групе досељеника која брани своје насеље са рафинеријом од банди које желе да се дочепају вредне нафте. Друмски ратник је премијерно приказан 24. децембра 1981. године, а добио је похвале од филмских критичара, пре свега за визуелне ефекте и глуму Гибсона. Поред успеха на благајнама биоскопа, филм и цео серијал је оцењен као култно остварење, а добио је неколико филмских награда; награду Сатурн за најбољи међународни филм и шест номинација. Пре овог остварења, снимљен је први део Побеснели Макс 1979, после у 1985. години трећи део Побеснели Макс 3 и четврти део филмског серијала Побеснели Макс: Ауто-пут беса 2015. године.

## Радња
Након нуклеарног рата до којег је дошло управо због нафте, свет се претворио у пустош, којом владају моторизоване банде разноразних крвожедних лудака који желе да се дочепају преосталог горива, течности вредније од било чијег живота.
У постапокалиптичном окружењу након колапса цивилизације, резерве нафте готово су исцрпљене, светом владају моторизоване банде. Бивши полицајац Макс Рокатански, очајан због смрти своје жене и детета лута пустињом у свом V-8 пресретачу (интерцептор), тражећи храну и гориво са псом као јединим сапутником.
Након што побегне банди коју предводи Вез, Макс скупља гориво из напуштеног камиона тегљача и крене да провери летелицу у близини. Након што је савладао пилота, овај Максу како би му поштедео живот говори да се недалеко од њих налази мала рафинерија нафте. Макс и пилот долазе до рафинерије таман у тренутку када је напада моторизована банда. Вођа банде Хумунгус покушава да наговори њене браниоце да му је предају у замену за сигуран пролаз преко његове територије.
Неколико досељеника покушава да побегне из места, међутим чланови банде их ухвате, муче и на крају убију. Макс се са преживелим, али смртно рањеним досељеником договара да ће га вратити до рафинерије у замену за гориво. Недуго након што га врати у рафинерију, рањеник умире и досељеници желе да убију Макса. У том тренутку враћа се Хумунгус са својом бандом те браниоцима понавља своју понуду. Тада се Макс договара с вођом досељеника Папагалом да ће им довести камион тегљач на који је пре наишао који би могао вући цистерну с нафтом како би могли да побегну од банде у замену за своју слободу и гориво. Досељеници пристају, те им Макс уз помоћ пилота довози камион.
Досељеници желе да Макс вози цистерну и побегне заједно са њима, али он то одбија и одлази сам. Међутим, Вез креће у потеру за Максом успева да изгура његов ауто са пута, остављајући Макса тешко повређеног. Док чланови банде покушавају да украду гориво из његовог аута, активирају замку коју је Макс поставио те изазивају експлозију. Мислећи да је погинуо, Вез одлази, а рањеног Макса спашава пилот са својом летелицом, и враћа га у рафинерију. Упркос повредама, Макс захтева да вози цистерну на шта Папагало пристаје. Заједно са дечаком с којим се спријатељио одвози цистерну из рафинерије, Папагало га прати заједно са још пар возила како би је заштитили од банди. Након што Хумунгус заједно са већином банде крене за цистерном, преостали досељеници напуштају рафинерију крећући у супротном смеру од цистерне. Током потере, Папагало и остали који су бранили цистерну бивају убијени, остављајући Макса и дечака саме у борби против банде. Вез се у покушају да их убије попне на цистерну, међутим цистерна се фронтално судара са Хумунгусовим возилом, убијајући Веза и Хумунгуса. Макс губи контролу над возилом преврће се и излеће са пута. Рањени Макс заједно са дечаком излази из камиона и види да уместо нафте, из цистерне цури песак. Наиме, цистерна је служила као мамац, а нафта је била скривена у возилима осталих досељеника.
Даље приповедач у филму објашњава како је пилот постао вођа насељеника који су се населили на обали и успоставили "велико северно племе", док Макс поново остаје сам у пустињи.

## Улоге
| Глумац        | Улога           |
| ------------- | --------------- |
| Мел Гибсон    | Макс Рокатански |
| Брус Спенс    | пилот           |
| Емил Минти    | дивље дете      |
| Мајкл Престон | Папагало        |
| Вирџинија Хеј | жена ратник     |
| Вернон Велс   | Вез             |
| Кјел Нилсон   | Хумунгус        |
| Макс Фипс     | Тоуди           |
| Арки Вајтли   | жена ратник     |
| Дејвид Даунер | Натан           |

## Продукција
Након првог Побеснелог Макса, Џорџ Милер је добио многе понуде из Холивуда, између осталих и понуду да режира Рамба. Заједно са Теријем Хејзом радио је на сценарију за хорор филм са специјалним ефектима, међутим након неког времена био је све заинтересованији за снимање наставка Побеснелог Макса, будући да је са већим буџетом могао бити амбициознији. Милер је касније изјавио да су на његово остварење изузетно утицали филмови Акира Курасаве.
Рад на Побеснелом Максу је био веома несрећно искуство за мене. Постојао је јак притисак да се направи наставак, и осећао сам да можемо да урадимо бољи посао са другим филмом. — рекао је Џорџ Милер.

## Локација и снимање
Филм је сниман 12 недеља у близини градића Брокен Хил у Новом Јужном Велсу, у зиму 1981. године. Сцена у којој је снимљено превртање и експлозија Максовог интерцептора је урађена на Менинди Роуду у непосредној близини Брокен Хила.
Читаве оригиналне сцене и поједине секвенце су потпуно избрисане или измењене од стране аустралијских цензора, јер су наводно биле превише крваве и обилују насиљем. Када је филм достављен цензорима у САД, две сцене су скраћене.

## Музика филма
Музику за филм је написао аустралијски композитор Брајан Меј. Започиње песмом Montage/Main Title у којој приповедач објашњава догађања у првом наставку. Следе песме које су снимане за прикажу борбу између Макса и банде (Confrontation , Marauders' Massacre, Max Enters Compound; Gyro Saves Max; Break Out), док је Montage коришћена за сцену бега цистерне. Последње песме су Finale and Largo и End Title у којој приповедач описује бег досељеника на обалу и почетак њиховог новог живота.
Списак нумера

## Награде и признања
Филм је добио многе похвале из Академије научне фантастике, фантастике и хорор филмова која додељује награду Сатурн. Уз освојену награду за најбољи међународни филм, био је номинован и за награде за најбољег редитеља, најбољи сценарио и за најбољи дизајн костима. Такође, Мел Гибсон и Брус Спенс су били номиновани за најбољег и најбољег споредног глумца. Удружење филмских критичара из Лос Анђелеса га је прогласило најбољим страним филмом, добио је признања и од Аустралијског филмског института, које га је наградило наградама за најбољу режију, костимографију, монтажу, продукцију и звук. Познати филмски режисер Џејмс Камерон је изјавио да је филм имао велики утицај на њега и његов рад. Енглеска поп група Дјуран Дјуран прави музичке спотове за сингл Union of the Snake (1983) и The Wild Boys (1984) по узору на овај филм.